# Tu–16
A Tu–16 (NATO-kódja: Badger) a Szovjetunióban a Tupoljev tervezőiroda (OKB–156) által az 1950-es években kifejlesztett sugárhajtású bombázó repülőgép. A Szovjetunión kívül Egyiptom, Irak, Szíria és Indonézia is rendszeresítette. Kínában licenc alapján H–5 jelzéssel gyártották. 1953–1963 között három repülőgépgyárban folyt a sorozatgyártása, ezalatt több mint 1500 darabot építettek. A típus több mint öt évtizeden keresztül állt szolgálatban. Számos típusváltozatát fejlesztették ki, többek között robotrepülőgép-hordozó, légi utántöltő, felderítő és rádióelektronikai harcra alkalmas változata készült. A Tu–16-os szolgált alapul a Tu–104-es utasszállító repülőgép kifejlesztéséhez.

## Története
A második világháborút követően, a hidegháború kezdetével merült fel az igény a szovjet légierőben egy olyan nagy hatótávolságú bombázó repülőgép iránt, amely alkalmas az európai és ázsiai amerikai katonai támaszpontok, az Egyesült Államokkal szövetséges országokban a politikai, gazdasági és ipari központok, valamint az Egyesült Államok szövetségesei flotta-csoportjainak és tengeri szállítási útvonalainak támadására. Ezekre a feladatokra a második világháborút követő évekre kifejlesztett és hadrendbe állított Tu–4 bombázó nem bizonyult alkalmasnak. A szovjet katonai vezetés a Tu–4-nél gyorsabb és nagyobb fegyverterhelésű bombázó repülőgépet igényelt.
A Tupoljev tervezőirodában már 1947–1948-tól folyt előzetes kutató- és tervezési tevékenység nyilazott szárnyú, nagy sebességű sugárhajtású bombázó repülőgépek megalkotására.

## Műszaki jellemzői

### Hajtóművek

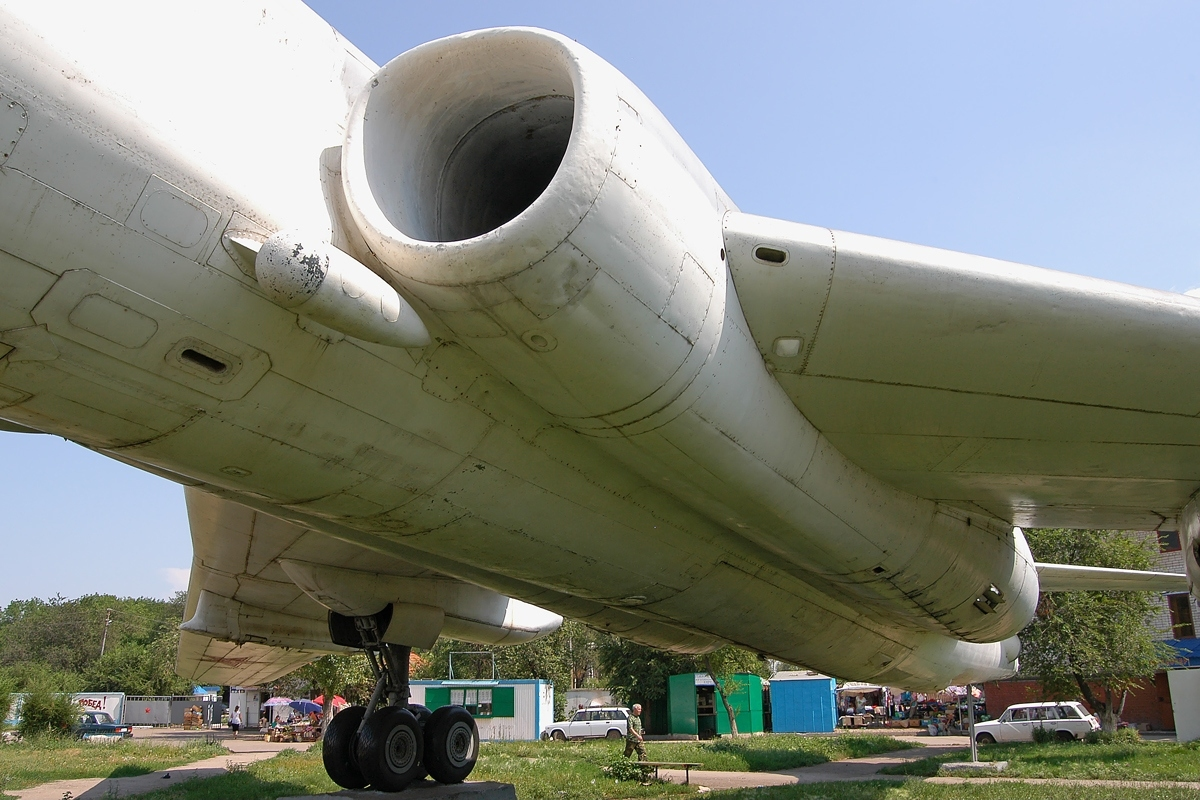
A szárnytőben elhelyezkedő hajtóműgondola

A hajtóműveket a szárnytőbe, a törzs oldalának alulsó részén építették be, a szárny hátsó főtartója mögötti részen. A hajtóműveket a 43. és a 46. számú törzskeretekhez rögzítették. Az első változatba a Mikulin AM–3 gázturbinás sugárhajtóművek kerültek. 1958-tól a növelt tolóerejű AM–3M, majd 1961-től a még nagyobb tolóerővel rendelkező AM–3M–500 típusú hajtóműveket építették be.
A Tu–16 hajtóművei T–1 vagy TSZ–1 jelű kerozinnal üzemeltek. A 72 tonnás normál felszálló tömeg esetén a gépbe 34 360 kg kerozint lehetett tankolni, ez térfogatban T–1-es kerozin esetén 41 400 l-t, TSZ–1 jelű kerozin esetén 43 750 l-t jelent. Az üzemanyagtartályok teljes térfogati kapacitása 43 800 l, melyet 27 darab tartály alkot. A tartályok tízes csoportokban vannak elhelyezve, mindegyik hajtóműnek 5–5 tartálycsoport áll rendelkezésre. Az üzemanyagnak a hajtóművekhez történő szállítására 12 db ECN–T típusú elektromos üzemanyag-szivattyút építettek be. Az egyes tartályok kifogyasztását a SZETSZ–60D típusú üzemanyag-rendszer automatikusan szabályozta. Az összes szárnytartály, valamint a törzstartályok közül az 1-es, 2-es és 5-ös esetében lehetőség volt az üzemanyag vészleeresztésére.

## Típusváltozatok
- Tu–16 – Az 1953-tól gyártott alapváltozat.
- Tu–16A – Atombomba hordozására alkalmas változat, melyet 1954-től gyártottak. Az atomfegyver miatt a bombatér hőszigetelt. Ez a legnagyobb darabszámban készült típusváltozat, 453 darabot gyártottak belőle.
- Tu–16AFSZ – Légi fényképező változata, amely a bombatérben a fegyverzet helyett egy AFA–42/20 típusú légi fényképezőgépet hordozott. Egy gépet építettek át, melyet a Bajkál–Amur-vasútvonal légi felmérésére használtak.
- Tu–16B – Kísérleti változat, melyet két RD16–15 típusú gázturbinás sugárhajtóművel szereltek fel. Ez a hajtómű az RD–3-as gázturbina nagyobb tolóerejű és kisebb fogyasztású változata, sorozatban azonban nem gyártották.